# Gonarthrose
 Mise en garde médicale
La gonarthrose est l'arthrose du genou. La gonarthrose est de loin la cause la plus fréquente d'une douleur du genou après 50 ans.

## Épidémiologie
L'arthrose du genou est plus fréquente chez la femme, avec un surpoids, en présence d'un problème d'alignement des membres inférieurs (valgus ou varus).
Aux États-Unis, plus d'un tiers de la population de plus de 60 ans a une atteinte radiologique évocatrice d'une arthrose du genou.
L'exercice physique de loisir n'aggrave pas l'atteinte arthrosique. Elle est même bénéfique sur de nombreux paramètres, notamment pour soulager les douleurs en cas d'arthrose symptomatique.

## Description
Son diagnostic est avant tout fondé sur un interrogatoire minutieux, un bon examen du genou et une lecture attentive des radiographies standards.
Le genou est, en règle, peu inflammatoire, la biologie n'apporte pas de renseignements. La ponction articulaire n'est pas utile.
L'arthrose du genou est la cause la plus fréquente de douleur du genou après 50 ans. Elle peut se définir comme un amincissement de l'interligne fémoro-tibiale ou fémoro-patellaire, associé à une ostéophytose (prolifération osseuse exubérante) marginale tibiale ou fémorale et accessoirement à une ostéosclérose. La gonarthrose est la plus fréquente des arthroses (3 fois plus fréquente que la coxarthrose (Arthrose de hanche)). Elle est bilatérale dans 2/3 des cas. Dans certains cas, il s'agit d'une atteinte fémoro-tibiale interne. L'atteinte est bi-compartimentale, fémoro-tibiale interne et fémoro-patellaire dans 15 à 20 % des cas. L'âge moyen de survenue des douleurs chroniques est d'environ 65 ans.
Les symptômes sont souvent discordants avec l'aspect radiologique.
L'IRM du genou permet de dépister certains signes plus précocement que la radiographie standard.

## Traitement

### Traitement médical
La prise en charge médicale de l'arthrose du genou a fait l'objet de la publication de plusieurs recommandations. Celles de l'« American College of Rheumatology » datent de 2019, celles de l'« OARSI » datent de 2019.
Il existe deux critères de jugement sur l'efficacité des traitements proposés : l'amélioration de la gêne fonctionnelle et l'évolution radiologique de la maladie. La plupart des études portent sur le premier point.
Le traitement médical repose sur la rééducation ou l'exercice physique, les antalgiques et les anti-inflammatoires à la demande, par voie locale ou par voie orale, les anti-arthrosiques à action lente (tel que la chondroïtine sulfate ou les glucosamines...), les infiltrations de corticoïdes en cas de poussée congestive ainsi que les infiltrations d'acide hyaluronique.

#### Traitement non médicamenteux
L'exercice physique permet une amélioration des symptômes. Il doit cibler l'endurance (aérobie) et viser au renforcement du quadriceps. La prise en charge d'un surpoids est fortement recommandée, permettant d'améliorer les symptômes.
La marche est une des activités physiques recommandée. Sur un groupe de personnes suivies pendant 2 ans, une équipe de recherche a constaté que pour chaque tranche de 1 000 pas supplémentaires par jour, une réduction de 16 % des limitations fonctionnelles en cas d’arthrose du genou est constatée.

#### Traitement médicamenteux général
L'utilisation de la glucosamine utilisée seule n'apporte pas de gain démontré,. La revue  Prescrire met en garde des effets indésirables de la glucosamine : troubles digestifs, maux de tête, réactions allergiques et saignements chez des patients traités par antivitamine K. Elle déconseille l'utilisation de ce produit dont les gains sont faibles (si utilisé seul et si douleurs faibles à modérées, selon l'étude du New England journal of medicine) en le remplaçant par du paracétamol.
Le sulfate de chondroïtine semble ralentir l'évolution de la maladie. Cela n'est cependant pas retrouvé dans toutes les études et n'a guère d'efficacité sur les douleurs.
Les anti-inflammatoires non stéroïdiens agissent sur les douleurs mais ont de nombreux effets secondaires, plus ou moins graves, lorsqu'ils sont utilisés au long cours. Ils ne doivent être prescrits que sur de courtes cures.
Fort logiquement, les médicaments utilisés dans le traitement de l'ostéoporose (vitamine D, biphosphonates) n'ont pas démontré d'efficacité sur l'évolutivité de l'atteinte.
Le meilleur résultat, pour les patients qui ont des douleurs modérées à sévères, est obtenu par la combinaison chondroïtine sulfate/glucosamine et qui voient une amélioration des symptômes dans 79 % des cas contre 54 % pour le placebo. Il existe également des critères radiologiques d'amélioration.

### Traitement intra-articulaire
L'injection intra-articulaire de corticoÏdes permet un soulagement des douleurs pendant quelque temps mais la répétition des injections semble être nocive pour le cartilage.
L'injection d'acide hyaluronique en intra-articulaire peut avoir une certaine efficacité sur les symptômes qui restent non cliniquement supérieurs à un placebo. A noter que les injections d'acide hyaluronique ne sont pas prises en charge, en France, par l'assurance maladie étant considérées comme traitement de confort. Elle peut être associée à une infiltration de corticoïdes locaux mais qui n'est cependant pas retrouvée dans toutes les études.

### Traitement chirurgical
Le traitement chirurgical peut être préventif (correction d'une déviation de genou tel qu'un genu varum, traitement d'une atteinte ligamentaire ou méniscale...) ou curatif. Il est, dans ce cas, proposé, aux patients insuffisamment soulagés par le traitement médicamenteux.
La méniscectomie partielle par voie arthroscopique est parfois proposée en cas de lésion des ménisques. Le résultat à moyen terme n'est cependant pas probant, ce qui fait que ce type d'intervention, en règle générale, n'est plus guère recommandé.
La prothèse du genou est proposée en cas d'échec des autres traitements. Elle permet l'amélioration des douleurs, de la mobilité et de la qualité de vie. Elle a une durée de vie limitée (10 à 20 ans en moyenne) et la ré-intervention pour poser une deuxième prothèse est un acte plus lourd que le premier. L'infection des prothèses est une complication redoutable. La prothèse du genou peut aussi avoir d'autres complications (complication précoce telle que la dislocation, ou tardive telle que les calcifications irrégulières).